# サイバー犯罪条約
サイバー犯罪に関する条約（英: Convention on Cybercrime、仏:  Convention sur la cybercriminalité、略称：サイバー犯罪条約）とは、欧州評議会が2001年に発案した、個人情報保護とオンラインでの児童ポルノや著作権侵害、ヘイトクライムを含むサイバー犯罪に関する対応を取り決める国際条約を言う。

## 採択
2001年11月23日にブダペストにて、日本・アメリカ合衆国・ヨーロッパなどの主要国48ヶ国が署名・採択した。2004年7月1日に、批准国数の条件を満たして効力が発生した。2025年6月現在の条約の締約国は80か国である。2003年1月にはオンライン上で人種主義や外国人嫌悪の扇動を禁止する行為をサイバー犯罪に加えた付属議定書が採択され、2006年3月1日に発効した。2025年1月現在の付属議定書の締約国は37か国である。

## 概要
外国から不正なアクセスや傍受などが行われた場合に、加盟国の間で協力してコンピューター記録の保存や提供が行えるよう各国で法律を整備することなどを目的としている。
条約の運用に際しては人権及び基本的自由の保護に関する条約、市民的及び政治的権利に関する国際規約、その他の適応可能な国際人権文書の義務に即して十分な人権を保護する措置を比例原則に従って行うよう締約国に求めている。

## 日本の対応
日本では、2004年4月に国会で批准の承認を得たものの、法整備上の問題のため未批准であった。
しかし、2011年6月に情報処理の高度化等に対処するための刑法等の一部を改正する法律が成立し条件が整い、2012年7月3日に欧州評議会事務局長へ条約の受託書を寄託して批准したことから、2012年11月1日から日本国についても効力が生じることとなった。